# チェルシー・ペレッティ
チェルシー・ペレッティ（Chelsea Peretti,  1978年2月20日 - ）は、アメリカ合衆国の女優、コメディエンヌである。

## 来歴
1978年、カリフォルニア州のコントラコスタ郡生まれ。母親はユダヤ系で、父親はイギリスとイタリア系だった。同州のオークランドで育ち、1996年にはバーナード・カレッジへ通うためニューヨークへ移住。エンターテイメントの業界に入る前は、「ハフポスト」や「プレイガール」などの雑誌や記事のライターとして執筆を行っていたが、その後はロサンゼルスへ渡り、ニック・クロール主演の『クロール・ショー』などのコメディ番組へ出演を開始。その後もテレビを中心に出演を重ね、主にコメディ系の映画やドラマに出演し、コメディエンヌとしての地位を確立している。2013年にはアンディ・サンバーグ、アンドレ・ブラウアーら出演のコメディシリーズ『ブルックリン・ナイン-ナイン』のレギュラーキャストとして出演し、皮肉屋な事務員ジーナを好演している。

### 私生活
2013年にコメディアン、俳優として活動していたアフリカ系アメリカ人のジョーダン・ピールと結婚。二人の間には2017年に息子が生まれた。また同年、夫のピールは自身が脚本・監督を担当した『ゲット・アウト』が全米で成功を収め、2018年のアカデミー脚本賞を獲得している。
前述にある『ブルックリン・ナイン-ナイン』では主演のアンディ・サンバーグ演じる刑事と幼馴染という役柄だが、実生活でもサンバーグとは幼稚園時に同級だった。

## 出演作品

### 映画
- Twisted Fortune (2007)
- 俺たちポップスター Popstar: Never Stop Never Stopping (2016)
- ゲーム・ナイト Game Night (2018)
- Friendsgiving (2019)
- フォトグラフ The Photograph (2020)

### テレビドラマ
- Louie (2010)
- パークス・アンド・レクリエーション Parks and Recreation (2012)
- クロール・ショー Kroll Show (2013 - 2014)
- コメディ・バンバン！ Comedy Bang! Bang! (2013, 2015)
- ブルックリン・ナイン-ナイン Brooklyn Nine-Nine (2013 - 2019)
- キー&ピール Key and Peele (2014)
- ドランク・ヒストリー Drunk History (2015)
- New Girl / ダサかわ女子と三銃士 New Girl (2016)
- GIRLS/ガールズ Girls (2017)

### テレビアニメ
- China, IL (2011 - 2015)
- 怪奇ゾーン グラビティフォールズ Gravity Falls (2015)
- アニマルズ Animals. (2016)
- ビッグマウス Big Mouth (2017 - 2018)
- アメリカン・ダッド American Dad! (2018)

### ビデオゲーム
- Grand Theft Auto IV (2008) ※声の出演